# Coley North Glacier
Der Coley North Glacier (englisch für Nördlicher Coley-Gletscher) ist ein kurzer Gletscher an der Ostküste der westantarktischen James-Ross-Insel. Er fließt von einem Bergkessel nördlich des Coley-Gletschers an der Nordflanke des Gletschers entlang in ostsüdöstlicher Richtung zum Erebus-und-Terror-Golf.
Das UK Antarctic Place-Names Committee benannte ihn 2006 in Anlehnung an die Benennung des Coley-Gletschers. Dessen Namensgeber ist  nach John Alan Coley (* 1929), meteorologischer Assistent des Falkland Islands Dependencies Survey auf der Station in der Hope Bay in den Jahren 1952 und 1953.